# Jungermannia sphaerocarpa
Jungermannia sphaerocarpa ist eine Moosart aus der Ordnung der Jungermanniales.

## Merkmale
Die Stämmchen werden ein bis drei Zentimeter lang. Sie sind verzweigt und tragen Rhizoide. Sie bilden grüne bis dunkelgrüne Rasen. Die Flankenblätter sind in ausgebreitetem Zustand kreisrund, nur manchmal breiter als lang. Sie umfassen das Stämmchen zur Hälfte. In der Blattmitte sind die Zellen 25 bis 35 Mikrometer breit und haben eher deutliche, dreieckige, wasserhelle Verdickungen der Zellecken. Unterblätter fehlen. Jede Zelle enthält vier bis sechs Ölkörper. Die weiblichen Hüllblätter sind gleich gestaltet wie die Flankenblätter. Das Perianth ist birnenförmig und hat oben vier- bis fünfkantige Flügel. Die Kapsel ist kugelig und rotbraun.

## Verbreitung und Standorte
Die Art ist circumboreal verbreitet. In Deutschland kommt sie in den Alpen und den Mittelgebirgen vor. Sie wächst auf feuchten bis nassen, kalkfreien Felsen sowie auf feuchter Erde.

## Synonyme
Kugelfrüchtiges Blattkelchlebermoos, Kugelfrüchtiges Alt-Jungermannmoos, Solenostoma sphaerocarpum (Hook.) Steph., Aplozia pusilla C.E.O.Jensen, Aplozia sphaerocarpa (Hook.) Dumort., Jungermannia jenseniana Grolle, Solenostoma pusillum (C.E.O.Jensen) Steph., Solenostoma sphaerocarpoideum (De Not.) Paton & E.F.Warb.